# سیارک ۱۵۳۸۵
سیارک ۱۵۳۸۵ (به انگلیسی: 15385 Dallolmo، نامگذاری:1997SP4) پانزده هزار و سیصد و هشتاد و پنجمین سیارک کشف شده‌است که در ۲۵ سپتامبر ۱۹۹۷ کشف شد.
قدر مطلق سیارک برابر ۱۳٫۶۰ است.